# Relation platonique queer

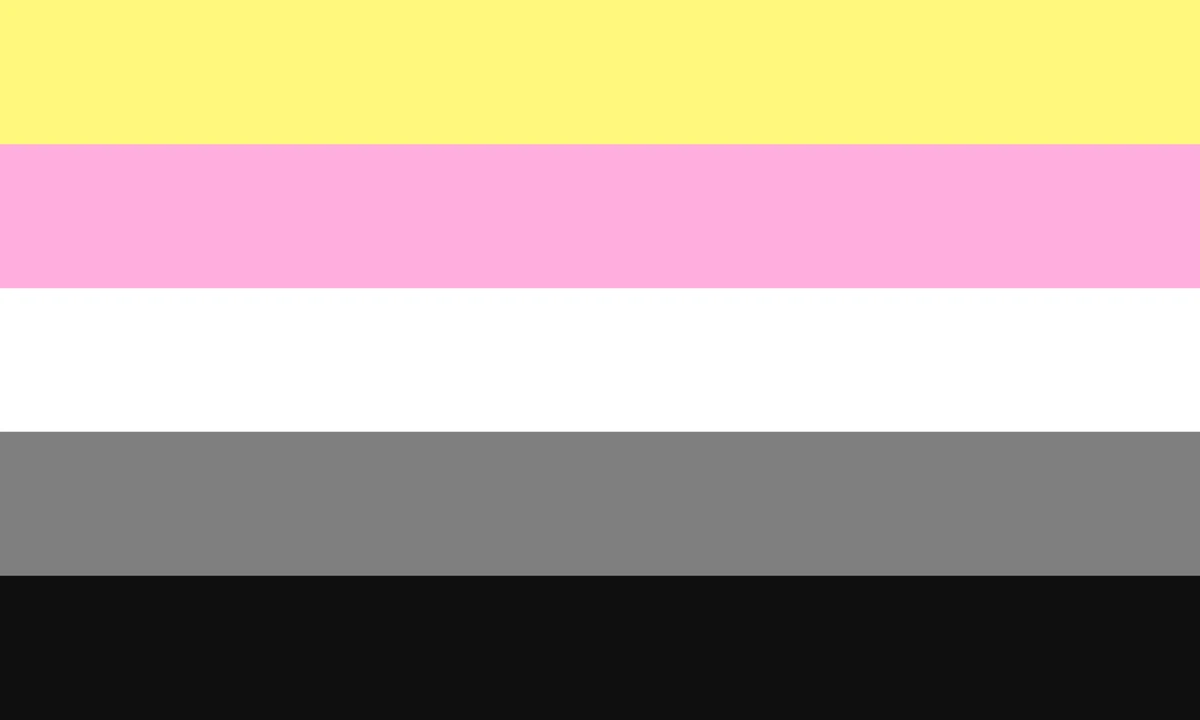
Drapeau symbolisant les relations queerplatoniques

Les relations platoniques queer, aussi appelées queer platoniques, sont des relations affectives extrêmement fortes, partageant certaines formes d'intimité (sans forcément verser dans la sexualité). Ces relations ne sont pas de nature romantique. Elles impliquent cependant différents engagements envers les partenaires. Ces engagements différencient ce lien de l'amitié pour le rapprocher de la relation romantique. Ce concept a été forgé par les communautés aromantiques et asexuelles.

## Définition
C. J. DeLuzio Chasin définit les relations platoniques queer comme des relations significatives, non romantiques, où l'autre a statut de partenaire. Pour Julie Sondra Decker, ce qui définit l'attraction queerplatonique est sa position ambiguë par rapport aux catégories normatives : « c'est une relation platonique, mais elle est queer d'une certaine manière - pas des amis, pas des partenaires romantiques, mais autre chose ».
Ces relations peuvent concrètement différer des amitiés proches habituelles en ayant un engagement, une validation, un statut, une structure et des normes plus explicites, similaires à une relation romantique conventionnelle.

## Histoire
Le concept trouve son origine dans les communautés aromantiques et asexuelles de la communauté LGBT,,.